# Hampus Vilhelm Mörner
Hampus Vilhelm Mörner af Morlanda, född 22 juni 1775 i Uppsala församling, Uppsala län, död 11 december 1855 i Linköpings församling, Östergötlands län, var militär, ämbetsman och slutligen landshövding i Västernorrlands län.

## Biografi
Mörner utmärkte sig som officer bland annat vid slaget vid Sävar år 1809. Han befordrades till överste 1816 och var kommendant för Stockholms garnison när han 1820 blev tillförordnad landshövding i Västernorrlands län och ordinarie året därpå. Han engagerade sig mycket i länets både sociala och administrativa utveckling. Inom den sociala sektorn var han en av dem som låg bakom arbets- och fattigskoleinrättningen 1822 och en av initiativtagarna till en nykterhetsförening 1831.
Mörner drev tillsammans med prosten i Själevad, Carl Johan Holm kraftfullt frågan om en köping i norra kustdelen av länet. Ett kungabrev daterat 6 oktober 1842 avgjorde köpingens placering enligt deras förslag och köpingen fick namnet Örnsköldsviks köping inom Själevads socken.
I Härnösand var Mörner ledamot i byggnadskommittén och i samverkan med framför allt biskop Franzén erhölls efter många år medel för att bygga en ny domkyrka i Härnösand. 
De sista åren på ämbetsmannabanan fördystrades av att en av Mörners närmaste medarbetare gjort sig skyldig till förskingring och i samband med den utredningen uppdagades brister i kontroll och ordning vid länsstyrelsen. Han slutade som landshövding 1841.